# لاين باكستر
لاين باكستر (بالفرنسية: Iain Baxter)‏ (و. 1936  م) هو مصور، ونحات، ورسام كندي، ولد في ميدلزبرة، هو عضوٌ في الأكاديمية الكندية الملكية للفنون.

## جوائز
حصل على جوائز منها:
- جائزة مولسون  [لغات أخرى]‏
- ضابط وسام كندا
- وسام أونتاريو
- زمالة الجمعية الملكية الكندية.